# Cerámica de Sevilla

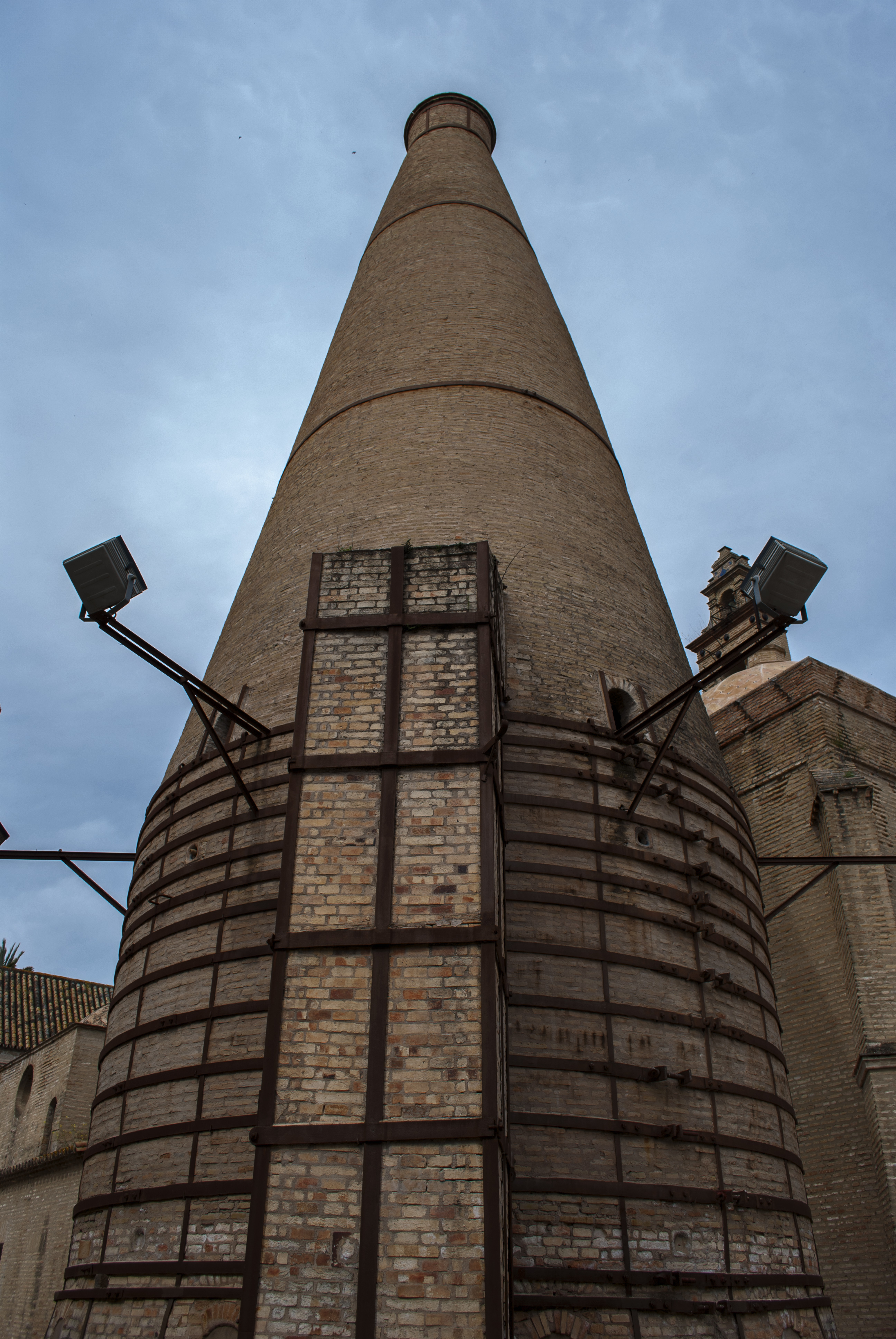
Chimenea de horno de loza de la Cartuja de Sevilla.

La cerámica en Sevilla, en sus distintas modalidades, ha sido un elemento decorativo constante y destacado a lo largo de la historia de la ciudad. A la vez, esta ha constituido tradicionalmente un polo importante de la industria artesana alfarera, que desde el siglo xvi, ha exportado sus productos a Portugal, Italia, Reino Unido e Hispanoamérica. Se incluye los azulejos usados para decorar edificios, que se ha utilizado desde la Baja Edad Media. En la Edad Moderna se hizo habitual representar imágenes cristianas con azulejos, también conocidos como retablos cerámicos. También se han producido artículos de loza.

## Historia

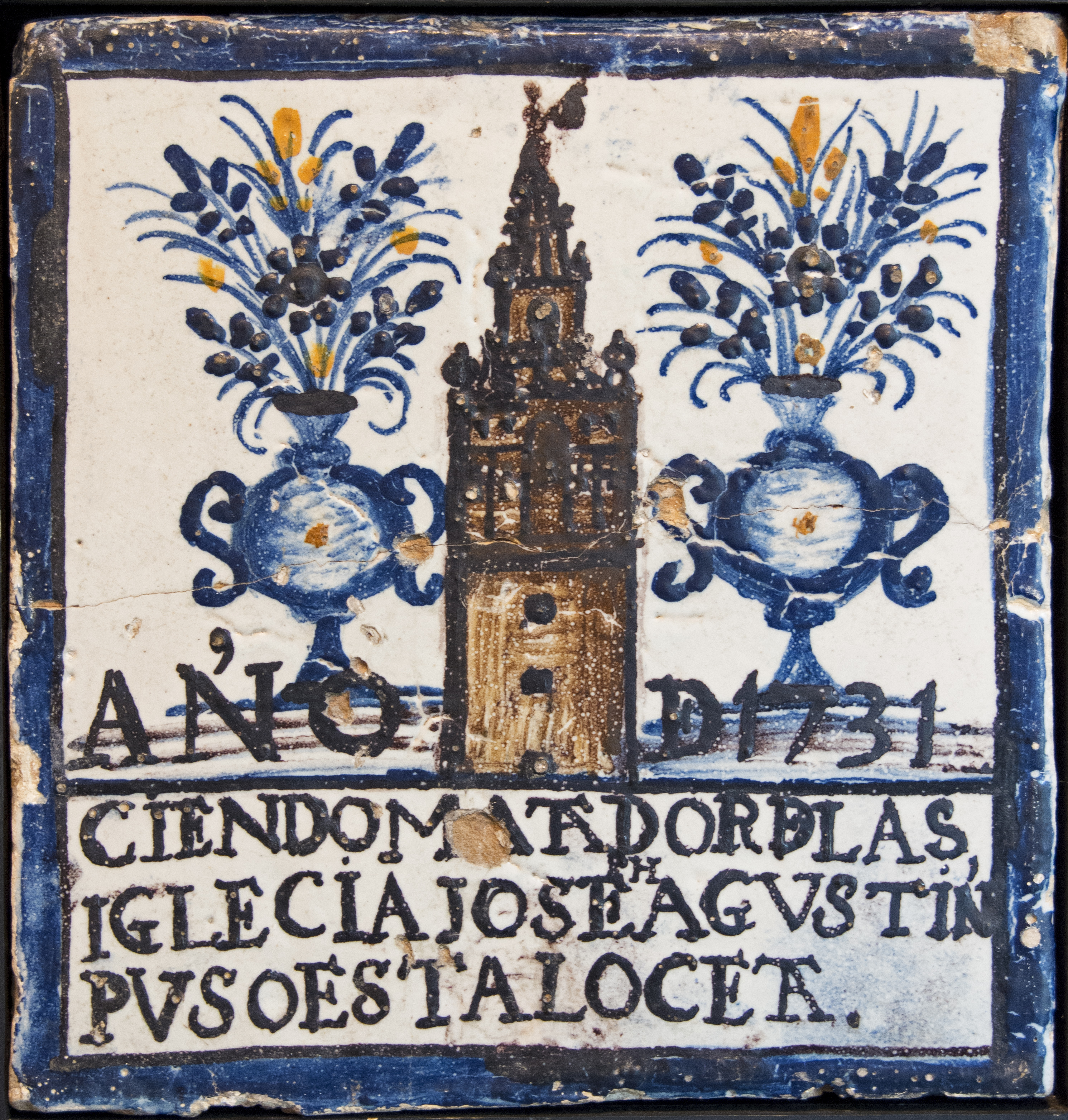
Azulejo de censo. Año 1731. Colección municipal del Ayuntamiento de Sevilla. Centro Cerámica Triana.

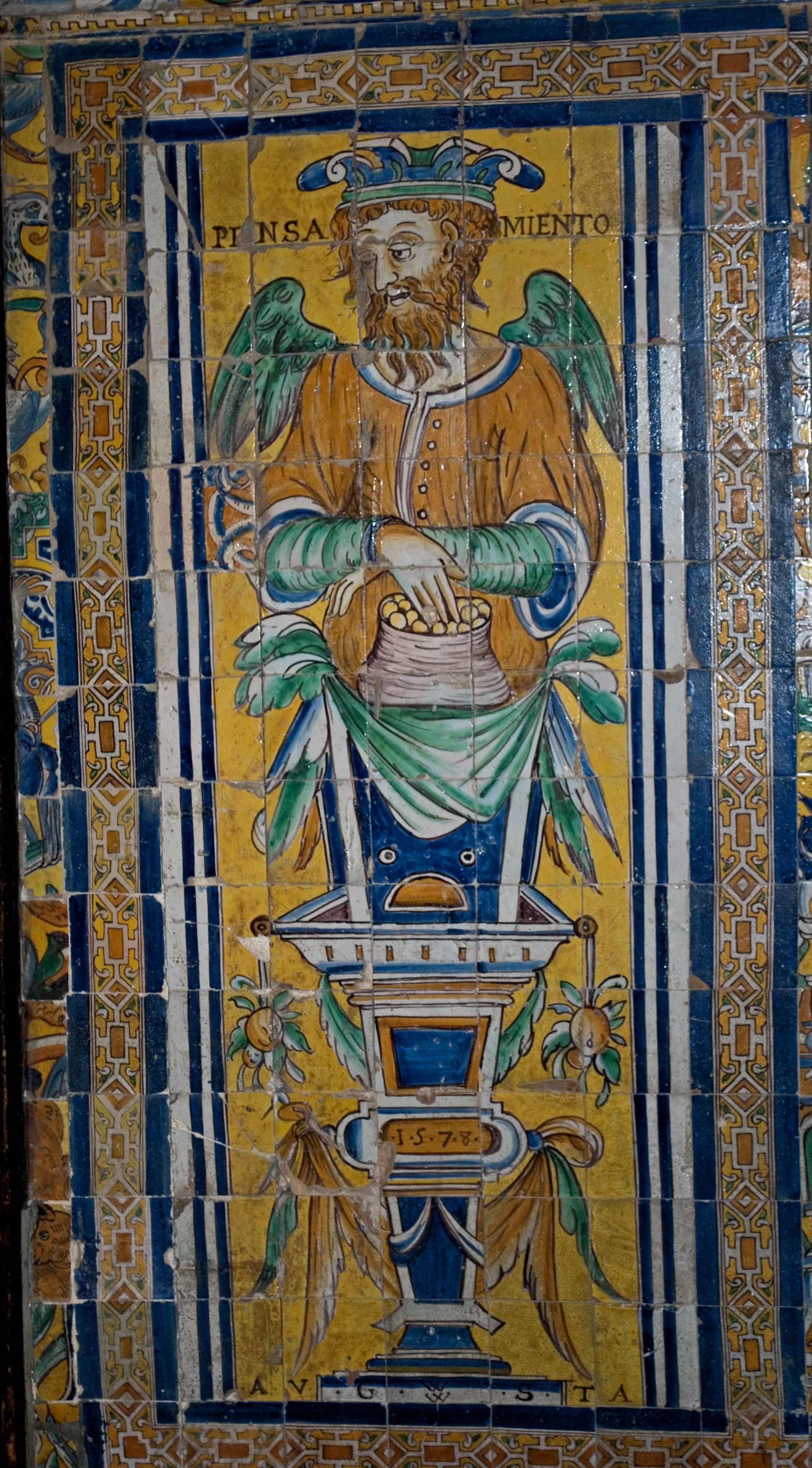
Detalle de los azulejos del sala Gótica del Real Alcázar. Elaborados por Cristóbal de Augusta en el.

Los íberos ya producían recipientes de cerámica. Cuando preparaban la arcilla, añadían calcitas, dolomitas o conchas machacadas, por su efecto desengrasante. También añadían sal cuando querían obtener una arcilla de mayor porosidad y de la misma resistencia.
Desde la provincia Bética, donde se encontraba Híspalis, se exportaban ánforas con aceite de oliva a Roma. Las ánforas vacías se iban arrojando al monte Testaccio, que se creó a base de trozos de cerámica. Este monte alberga restos de 26 millones de ánforas, acumuladas desde el comienzo del Imperio hasta el año 260 aproximadamente.
Las santas patronas de la ciudad, Justa y Rufina, eran dos hermanas vendedoras de alfarería. Pertenecían a la comunidad cristiana de Sevilla, liderada por el obispo Sabino. En julio de 287, en la fiesta romana de las Adonías, colocaron sus productos en su mercadillo del foro. Pasó frente a ellas una procesión que llevaba un ídolo de Afrodita y una de las muchachas que estaba en la misma le pidió a las santas que le dieran una maceta para un jardín dedicado a Adonis. Ellas respondieron que no adoraban a ídolos hechos con las manos, por lo que las paganas, ofendidas, destrozaron los productos de alfarería de su puesto. En respuesta, Justa y Rufina tiraron el ídolo de las andas y lo rompieron. Las autoridades romanas las arrestaron y las llevaron hasta el juez. Justa fue ejecutada y arrojada a una gruta y Rufina fue ejecutada y quemada en el anfiteatro. Sabino organizó la recuperación del cuerpo de Justa y de las cenizas de Rufina. Están enterradas en el entorno del actual convento de los Capuchinos. Estas santas han sido representadas habitualmente en la iconografía sevillana con objetos de alfarería.
En pueblos de la provincia de Sevilla, como Morón de la Frontera, Écija y Osuna, se han encontrado piezas de cerámica decoradas con relieves e inscripciones usadas en arquitectura de la época paleocristiana y la Hispania visgoda.
Los frisos de cerámica vidriada ya se usaron como decoración de edificios en la antigüedad en ciudades del Creciente Fértil como Tebas, Menfis, Nínive, Babilonia, Susa y Khorsabad. En la etapa musulmana se usaba un esmalte de estaño para cubrir vajillas de cerámica y elementos de construcción. En la primera mitad del siglo XIII, el cronista Ibn Said escribió que los pavimentos de las casas de Al-Ándalus eran de cerámica de varios tonos, en lugar de mármol. Los mosaicos de piezas de cerámica, conocidos como alicatados, eran muy costosos. En la etapa nazarí se empezó a usar una técnica para la decorar la cerámica, tanto en objetos como en elementos arquitectónicos, realizando unos trazos a pincel con una materia grasa mezclada con óxido de manganeso, para luego colorear el espacio delimitado por esos trazos. Esta técnica es conocida con el nombre de cuerda seca. En la etapa almohade, en los siglos XII y XIII, se hicieron mosaicos con azulejos (del árabe az-zulayj) monocromáticos (de colores blancos, azules, verdes y negros) con formas geométricas para decorar los muros, conocidos como alicatados.
Tras la Reconquista se usaron azulejos esmaltados con relieves para representar escudos heráldicos. El relieve se hacía colocando la cerámica fresca en un molde y estos azulejos eran conocidos como de cuenca y/o arista. Uno de los más antiguos de la ciudad tiene el escudo del infante Enrique, hijo de Fernando III. En los siglos XIV y XV se realizaron piezas de cerámica vidriada en relieve, de mayor tamaño que los azulejos, con imágenes religiosas. En torno al 1500 empezaron a hacerse esculturas de cerámica vidriada.
En los siglos XIV y XV la colocación de mosaicos de azulejos en los muros, conocidos como alicatados, alcanzó una mayor sofisticación.
También se han colocado azulejos para decorar los techos, con la técnica del ladrillo por tabla. Consiste en colocar azulejos rectangulares, decorados en su cara inferior visible, que son apoyados en unas bandas estrechas no decoradas. Son colocados en las vigas o alfagías del forjado del techo.

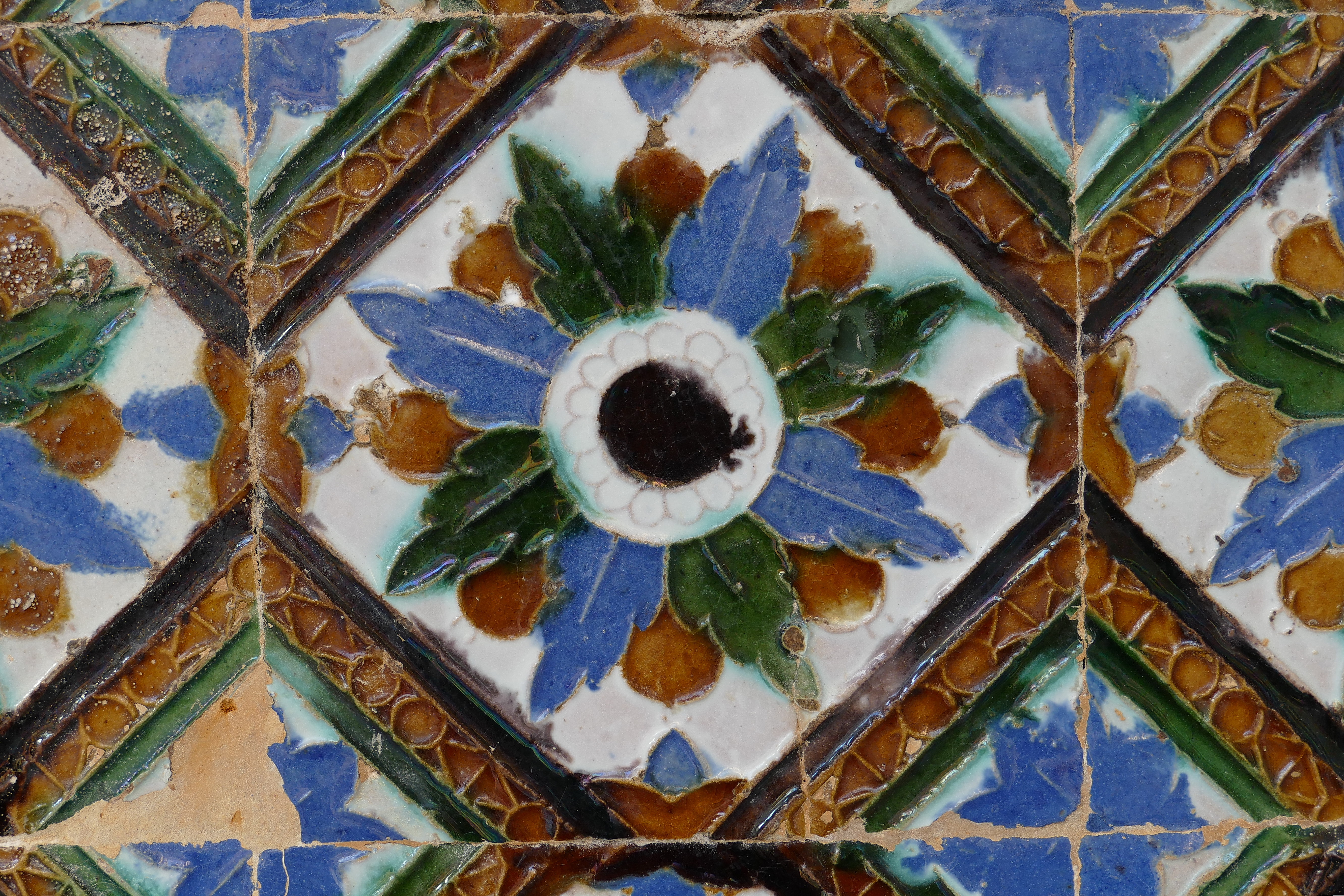
Azulejo sevillano de la Casa Pilatos.

Al fabricante de cerámica se le conocía como ollero o como alfarero (del árabe al-fahar). El barrio con mayor producción de cerámica ha sido Triana, donde ha habido hornos de alfarería desde la época romana. No obstante, en los siglos XV y XVI también consta que se producía cerámica en las collaciones de San Pedro, San Vicente (incluida la barriada de Bajoncillo), San Marcos y Tablada. En la segunda mitad del siglo XVI también hubo una fábrica a las afueras de la puerta Real.

### SigloXV-XVIII
El azulejo plano policromado fue realizado por primera vez en la ciudad por Niculoso Pisano, que trabajó en Sevilla a finales del siglo XV y principios del XVI. Entre sus obras puede señalarse el retablo de la Visitación del Real Alcázar y la decoración de la puerta del convento de Santa Paula, realizada con Pedro Millán. La siguiente referencia a este estilo tiene lugar en 1561, cuando el flamenco Francisco Andrea se comprometió a enseñar la técnica del "azulejo pisano" a Roque Hernández.
El siguiente ceramista destacado en Sevilla fue Cristóbal de Augusta que entre otros trabajos, pintó, hacia 1575, los zócalos para los salones del Alcázar y realizó el paño de azulejos de la Virgen del Rosario, en 1577, que actualmente se encuentra en el Museo Bellas Artes de la ciudad. El estilo de Augusta tuvo su continuidad en la primera parte del siglo XVII en el taller de los Valladares, que lideró la producción azulejera sevillana y realizó exportaciones a Lima y México.
El iniciador de este taller fue el alfarero Juan de Valladares que tuvo tres hijos, Juan, Hernando y Benito, que estuvieron entre los principales ceramistas trianeros de comienzos del siglo XVII.
Entre 1542 y 1544 se usaron azulejos de Sevilla para las obras de la Alhambra de Granada. En la segunda mitad del siglo XVI la fábrica sevillana de los Valladares produjo los azulejos del suelo del coro de la catedral de Córdoba, que fueron sustituidos en el siglo XVIII por un suelo de mármol por Pedro Duque Cornejo.

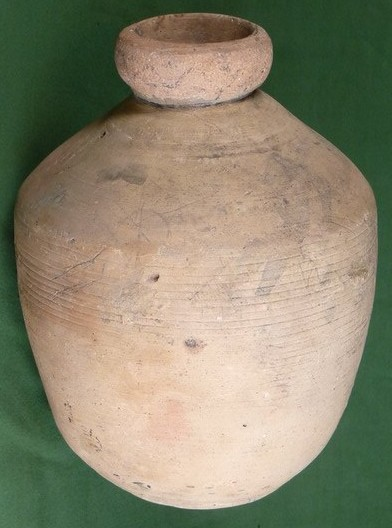
Botija perulera sevillana del. Museo del Pueblo Gallego. Santiago de Compostela.

La cerámica sevillana fue muy exportada a América. Las exportaciones más grandes de cerámica en el siglo XVI fueron de materiales de construcción y de contenedores de mercancías agrícolas, aunque también se exportaba arte sacro, menaje del hogar y objetos para otras labores. Los contenedores de mercancías agrícolas más exportados fueron las botijas peruleras, con una gran diferencia en proporción a las tinajas.
Algunos alfareros de Sevilla y su provincia emigraron a América para ejercer allí su oficio, como es el caso de Juan de Talavera, de Alcalá de Guadaíra, que en 1555 emigró a Nueva España, y el del ceramista de origen italiano Antonio Xinovés, que fundó, junto con Jerónimo Pérez, una compañía en 1579 para hacer loza en la Puebla de los Ángeles (México).

### Fábricas de Triana de los siglosXIXyXX

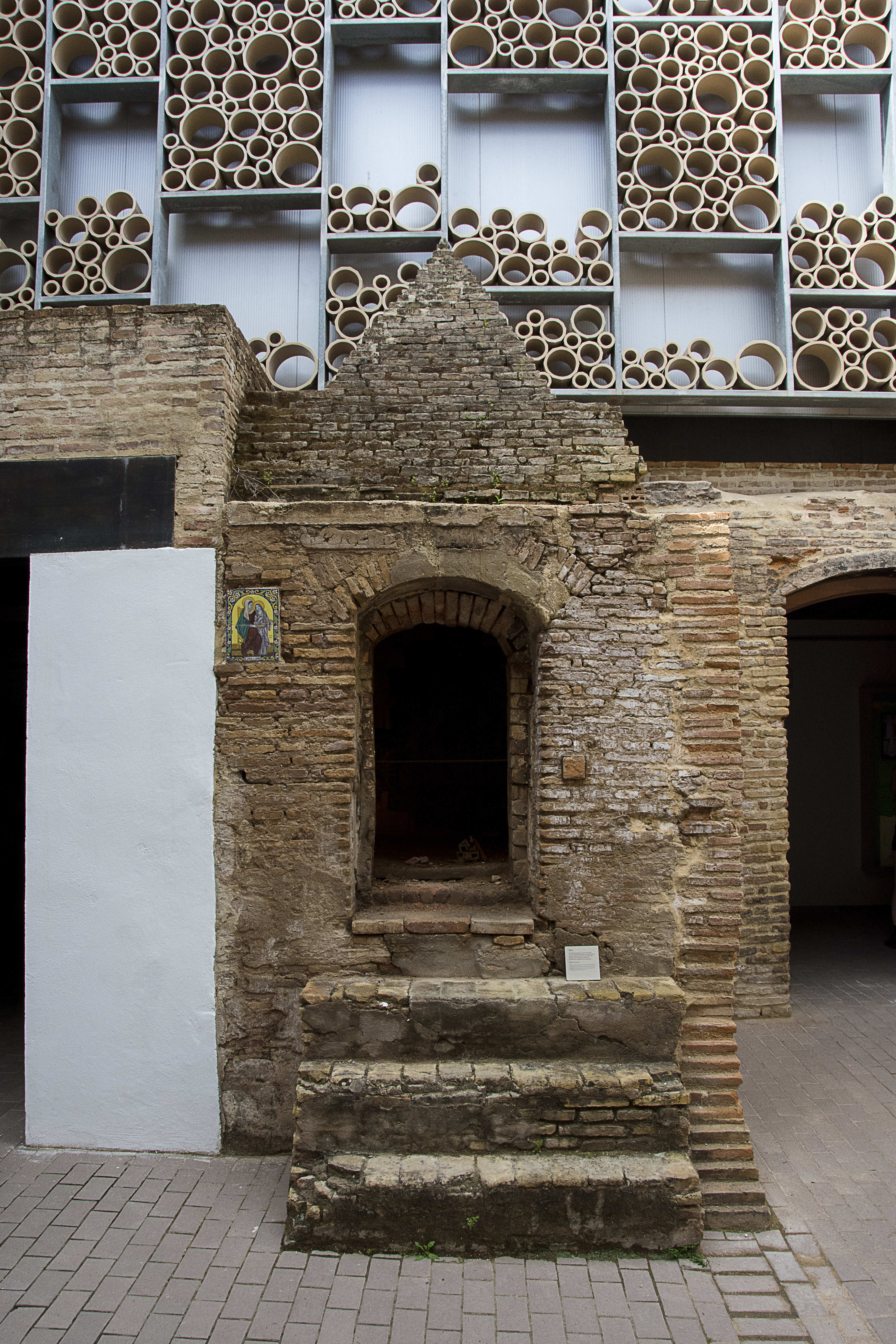
Antiguo horno de cerámica de Triana, actualmente en el Centro Cerámica Triana

La familia Mensaque se dedicó a la cerámica, al menos, desde el siglo XVIII. En 1892 los hermanos José y Miguel Mensaque-García fundaron la fábrica de José Mensaque, Hermano y Compañía. En 1905 se fundó la fábrica de José Mensaque y Vera. En 1916 pasó a llamarse fábrica de María Arana, viuda de José Mensaque y Vera. En 1922 el hijo, José Mensaque y Arana, se hizo cargo de la fábrica, que pasó a llamarse Hijo de José Mensaque y Vera. En 1946 la fábrica pasó a llamarse Antonio Vadillo Plata, que la arrendó por diez años, tras los cuales la tuvo en propiedad. La fábrica cerró en la década de 1960.
En los siglos XIX y XX tuvo una gran notoriedad la cerámica de la familia García-Montalván. En el siglo XIX estuvo dirigida por Saturnino García-Montalván por su hijo, Manuel García-Montalván Vera. La fábrica Montalván cerró en 2011.
En 1890 Julio Laffitte Castro compró una parcela que había sido parte de la huerta del antiguo convento de los Remedios. En la zona existía una cantera de barro ya provista de raíles y vagonetas. Laffite fundó aquí hacia 1894 una fábrica que producía, sobre todo, ladrillos. Fue nombrado conde de Lugar Nuevo por la regente María Cristina en 1898. En 1923 su hijo, José Laffite Romero, trasladó la fábrica a la calle San Jacinto, en el centro de Triana, con el nombre de fábrica de Nuestra Señora del Rocío. La fábrica cerró en la década de 1930.
En 1895 Manuel Ramos Rejano fundó una fábrica de azulejos, que existió hasta 1965.
En 1870 el industrial del barro Antonio Gómez compró unos alfares de Manuel García-Montalván para la producción cerámica en Triana. El negocio pasó luego a su viuda, conociéndose como fábrica de la Viuda de Gómez. En 1906 tomó el nombre de su nuevo dueño, Manuel Corbato. En 1920 la fábrica pasó a su cuñado, Manuel Montero Asquith. A partir de 1939 dirigieron la fábrica los hermanos Rodríguez Díaz con el nombre de Cerámica Santa Ana por ser santa Ana la patrona de Triana. El director artístico de la fábrica fue Antonio Kiernam Flores.

### Fábrica de cerámica de la Cartuja
En 1841 se fundó la fábrica de cerámica de la Cartuja de Sevilla, en el monasterio de la Cartuja, abandonado tras la desamortización. La fábrica fue fundada por el empresario Carlos Pickman, del Reino Unido. Produjo sus vajillas al estilo de las de Brístol, Mintons, Chelsea y otras fábricas de Staffordshire. Las vajillas eran producidas en loza de pedernal y china opaca con estampados de paisajes, motivos florales y otros temas en colores verde francés, sepia, azul cobalto y negro china.
La fábrica de loza tuvo un gran éxito. En 1862 fue visitada por Isabel II y en 1873 por Alfonso XII. En febrero de 1873 Amadeo I le dio a Carlos el título de marqués de Pickman. En 1892 la fábrica fue visitada por la regente María Cristina y, en el siglo XX, fue visitada por Alfonso XIII y Victoria Eugenia.
En 1982 la fábrica se trasladó a Salteras.

## Retablos cerámicos
En el acueducto conocido como de los Caños de Carmona hubo en la Edad Media una representación de la Virgen María con el texto NO8DO, conocida como la Virgen de las Madejas. Esta representación desapareció y en 1993 se colocó un azulejo de la Virgen con el Niño Jesús en un resto de dicho acueducto. En 1563 Luis de Vargas pintó dos retablos situados junto a las gradas de la catedral de Sevilla, uno con la Inmaculada Concepción y otro con Jesús con la Cruz a Cuestas.
En la fachada de la iglesia de San Miguel, derribada en 1868, había un relieve de cerámica vidriada de la Coronación de la Virgen que José Gestoso dató como de finales del siglo XIV.
En el siglo XVII se hicieron algunos templos que tenían en sus fachadas paneles de azulejos monocromos o policromos con imágenes cristianas. Como ejemplos pueden citarse las iglesias de San José, San Jorge (del hospital de la Caridad) y la iglesia del Colegio de San Francisco de Paula (actual iglesia del Sagrado Corazón de Jesús). El desaparecido convento del Pópulo contaba con un azulejo de la Virgen del Pópulo del siglo XVII que se conserva en el Museo de Bellas Artes de Sevilla. Estas representaciones religiosas colocadas en la calle fueron conocidas, ya desde el siglo XVIII, como retablos y los realizados con azulejos han sido llamados retablos cerámicos.
En el siglo XVIII se hicieron un gran número de retablos cerámicos, de los cuales se conservan muy pocos. Uno de ellos es Jesús Nazareno en la fachada de la iglesia de Nuestra Señora de la O, realizado en 1760. Otro es retablo cerámico del siglo XVIII es el de Jesús Nazareno, que estuvo en el arquillo de San Felipe y que se conserva en el Museo de Bellas Artes de Sevilla.
A comienzos del siglo XX se contabilizaron 220 retablos cerámicos en Sevilla. A lo largo del siglo XX y a comienzos del siglo XXI se han colocado más de mil.
Estos retablos cerámicos también se colocaron en la provincia de Sevilla. En el interior de la ermita de Cuatrovitas de Bollullos de la Mitación hay un retablo cerámico de la Virgen del Rosario que puede ser del siglo XVI. En la comarca del Aljarafe se conservan numerosos retablos cerámicos de los siglos XVIII, XIX y XX.

## Azulejos en edificios monumentales de Sevilla
Los alicatados para la decoración de los muros pueden verse en edificios religiosos monumentales de Sevilla como, por ejemplo, el convento de San José (de carmelitas descalzas), la iglesia de San Pedro, la iglesia de San Sebastián y la iglesia de Santa Ana.
También hay alicatados para decorar muros de edificios civiles monumentales, como el Real Alcázar, la casa consistorial y la casa de Pilatos.
En el Alcázar los salones del palacio de Pedro I, también conocido como el palacio Mudéjar, están decorados con azulejos de diversos autores. En el palacio Gótico el salón de las Bóvedas está decorado con azulejos realizados por Cristóbal de Augusta en 1575. También destaca, en los jardines, los alicatados y la solería del pabellón de Carlos V, realizados por Pedro Herrera y Juan y Diego Polido. En los siglos XV y XVI también trabajaron para el Alcázar los ceramistas Fernán Martínez Guijarro y Niculoso Pisano.
Como ejemplos de decoración de techos con azulejos con la técnica del ladrillo por tabla pueden citarse el claustro bajo del convento de Santa Clara, la celda prioral del monasterio de la Cartuja o la colegiata de Osuna.
En 1903 el historiador José Gestoso Pérez hizo el siguiente recopilatorio de edificios de Sevilla con azulejos de entre los siglos XII y XVIII:

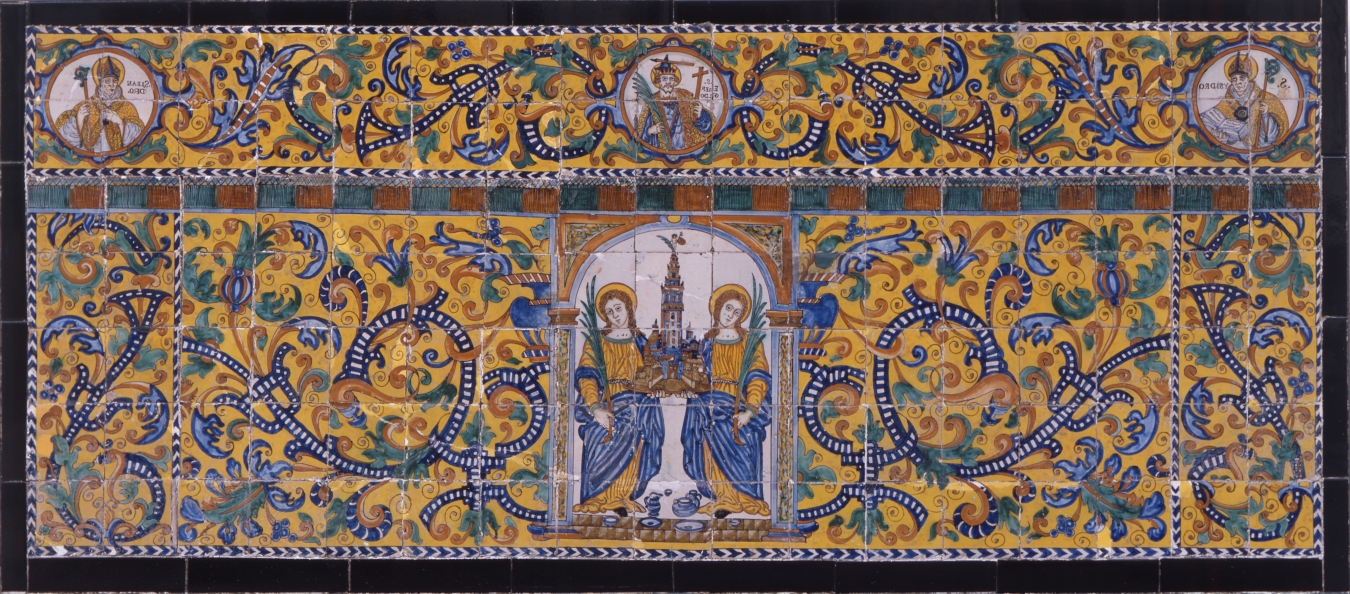
Paño de cerámica de Santas Justa y Rufina (1053 x 117 cm) de hacia el año 1600. Museo de Bellas Artes de Sevilla, procedente del antiguo convento de la Asunción de Sevilla.

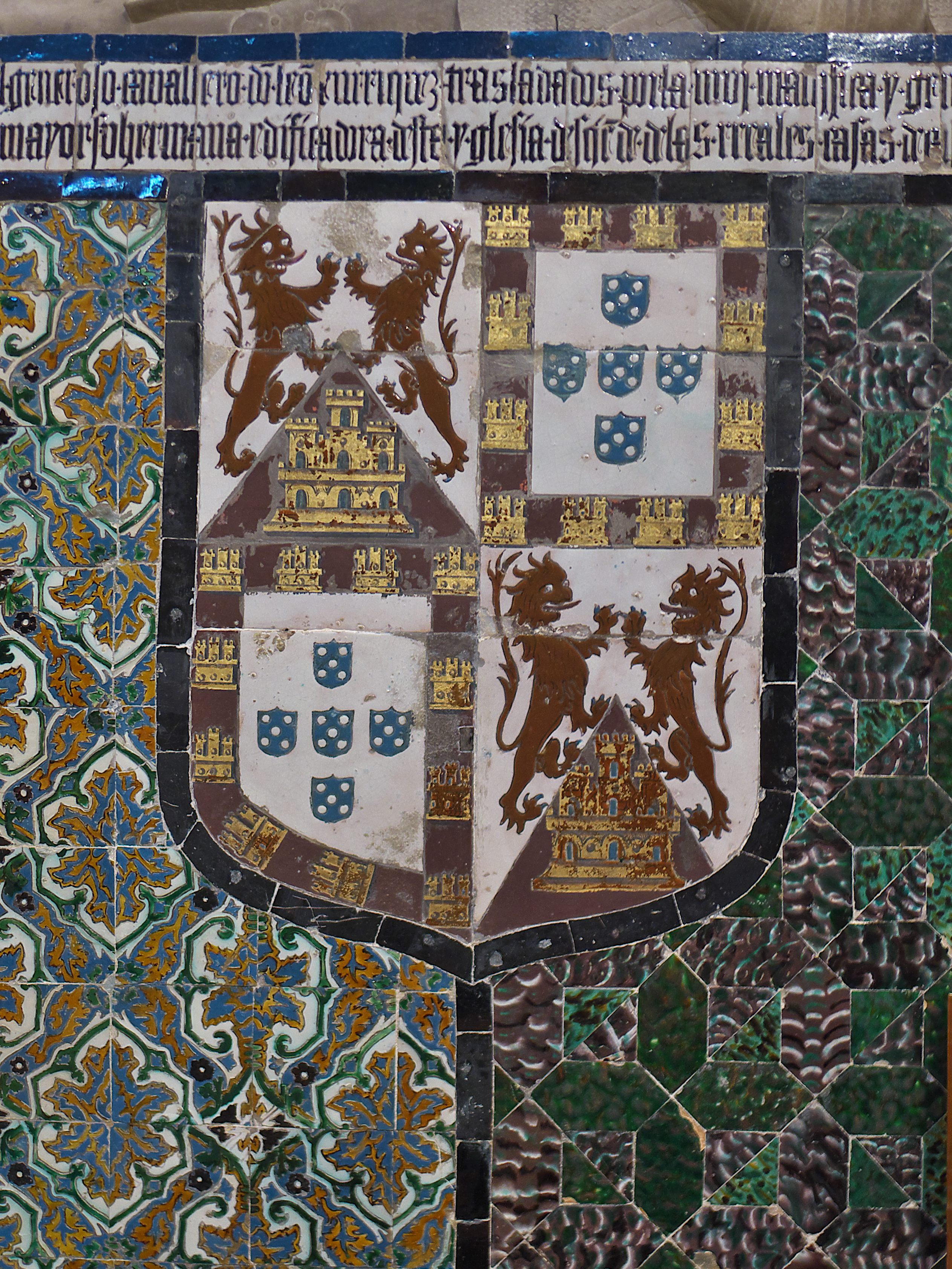
Blasón de León Enríguez en su sepulcro de la iglesia del convento de Santa Paula. Cuerda seca.

| - Torre de la iglesia de San Marcos. - Torre de la iglesia de Santa Catalina. - Capilla de la Piedad de la iglesia de Santa Marina. - Restos de un arco de herradura de la iglesia de San Esteban. - Torre del Oro. - Torre del Homenaje. - Fragmentos descubiertos en el coro de la catedral. - Iglesia de Santa Marina. - Patio de los Naranjos de la catedral. - Zócalos del patio de las Doncellas del Alcázar de Sevilla. - Zócalos de la casa de Olea. - Zócalos de la iglesia de Omnium Sanctorum. - Zócalos de la iglesia de San Gil. - Zócalos de la iglesia de Santa Marina. - Zócalos de la iglesia de Esteban. - Ajimez de la calle Juan de Ávila. - Ajimez de la casa de los Marqueses de la Algaba. - Portada de la iglesia del monasterio de San Isidoro del Campo. - Zócalo de la capilla de la casa de Pilatos. - Zócalo del presbiterio de la iglesia del convento de Santa Paula. - Blasón de León Enríguez en su sepulcro de la iglesia del convento de Santa Paula. - Frontal del altar mayor de la iglesia del convento de Santa Paula. - Zócalos del patio, escalera y salones de la casa de Pilatos. - Zócalos de la casa ducal de Alba. - Zócalos de la capilla del Seminario (capilla de Santa María de Jesús). - Zócalos de la sacristía del monasterio de Santa Clara. - Interior del convento de Santa Inés. - Patio de la Escuela de Medicina. - Patio del monasterio de San Isidoro del Campo. - Patio del monasterio de la Cartuja y rosetón de la fachada de su iglesia. - Zócalos de la capilla sacramental de la iglesia de Santa Ana. - Frontal de la capilla del Seminario (capilla de Santa María de Jesús). - Frontal de la capilla de la casa ducal de Alba. - Estrellas y escudos de los zócalos de la casa de Pilatos. - Alhacena de la casa de los Pinelo. | - Lauda sepulcral de Íñigo López en la iglesia de Santa Ana. 1503. - Altar de la Visitación en el Alcázar. 1504. - Portada de la iglesia del convento de Santa Paula. 1504. - Retablo de la iglesia de Tentudia. 1518. - Fragmentos de un zócalo en la iglesia de Flores de Ávila. 1526. - Zócalos de los salones del palacio Gótico del Alcázar de Sevilla. 1575. - Zócalos de la escalera del antiguo convento de San Pablo. 1575, 1576 y 1577. - Zócalo de la capilla de San José de la iglesia de Santiago de Carmona. 1577. - Zócalos de la iglesia del convento de San Clemente. 1588. - Zócalo de la iglesia de Santa María de Jesús. 1589. - Frontal del altar de la capilla del Rosario de la iglesia Mayor de Carmona. 1577. - Cuadros con imágenes en la fachada de la iglesia de San Francisco de Paula. - Zócalo de la capilla de Lourdes de la iglesia de San Isidoro. 1609. - Zócalo de la capilla de las Ánimas de la iglesia de San Lorenzo. 1609. - Zócalo de la capilla del Reposo de la iglesia de San Martín. 1614. - Zócalo del coro del convento de Santa Paula. 1615. - Zócalo del patio principal del convento de Santa Paula. 1616, 1617 y 1631. - Frontal de dos altares del patio principal del convento de Santa Paula. 1617. - Zócalo de la sacristía de la iglesia del Sagrario. Catedral de Sevilla. 1657. - Cuadros con imágenes de la fachada de la antigua iglesia del Pópulo. 1660. - Cuadros con imágenes de la fachada de la iglesia de San Jorge. Hospital de la Caridad. - Cuadro de Cristo Crucificado con la Virgen y San Juan Evangelista en la portada del convento del Espíritu Santo. - Loseta con la figura de la Caridad en la torre de la iglesia de San Jorge. Hospital de la Caridad. 1721. - Zócalo de las casas consistoriales de Córdoba. 1732. - Zócalos de la capilla de las ánimas de la iglesia de Nuestra Señora de la O de Rota. 1755. - Placa con la Giralda en la iglesia de Santa Ana. 1758. |

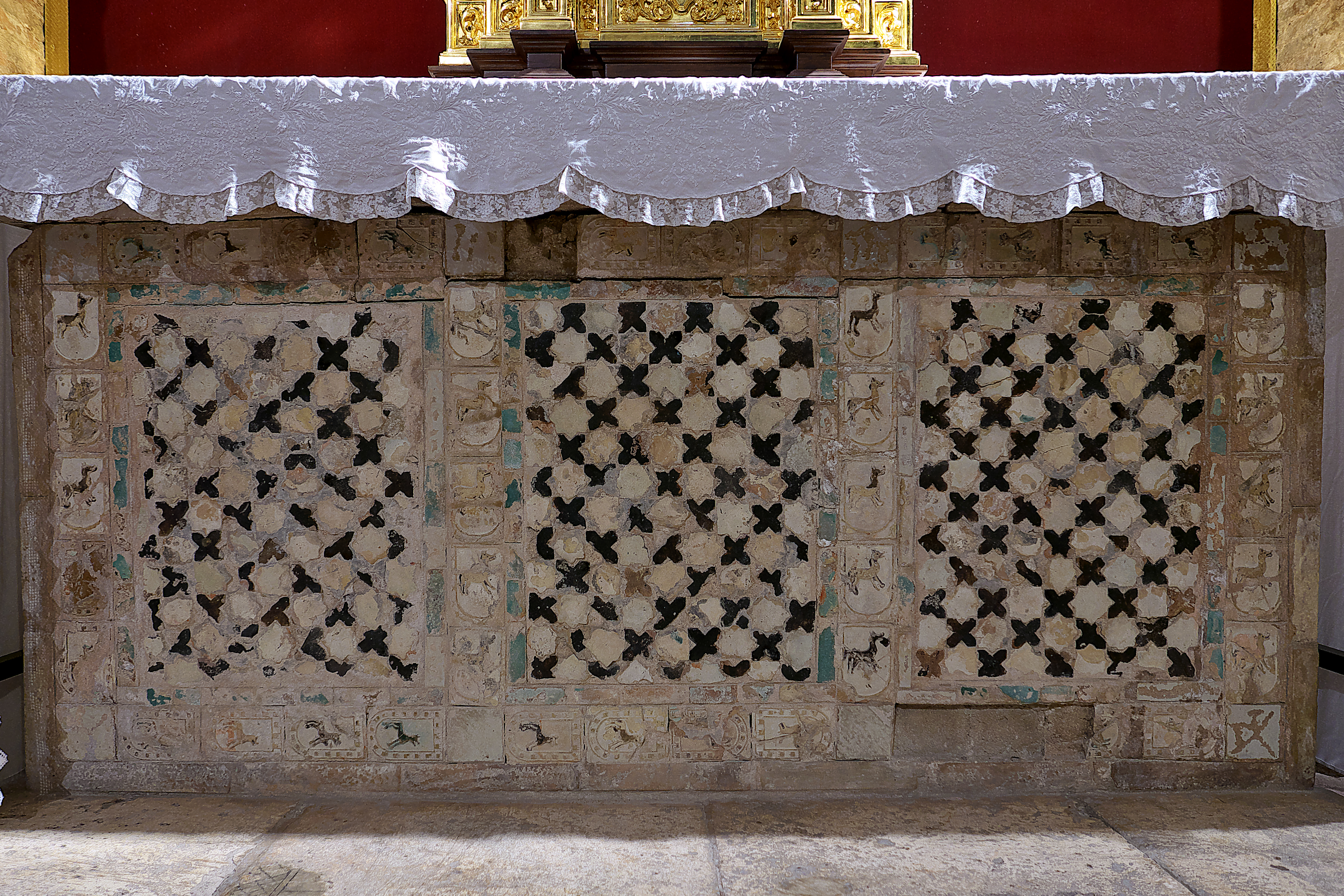
Paños de azulejos vidriados mudéjares, con verdes, blancos y manganeso; cenefas y piezas en relieves heráldicas de la capilla del Sagrario de la iglesia de Santa Marina de Sevilla. Datados en el último tercio del. Constituye la cerámica vidriada más antigua que se conserva en la ciudad de Sevilla.

## Publicidad

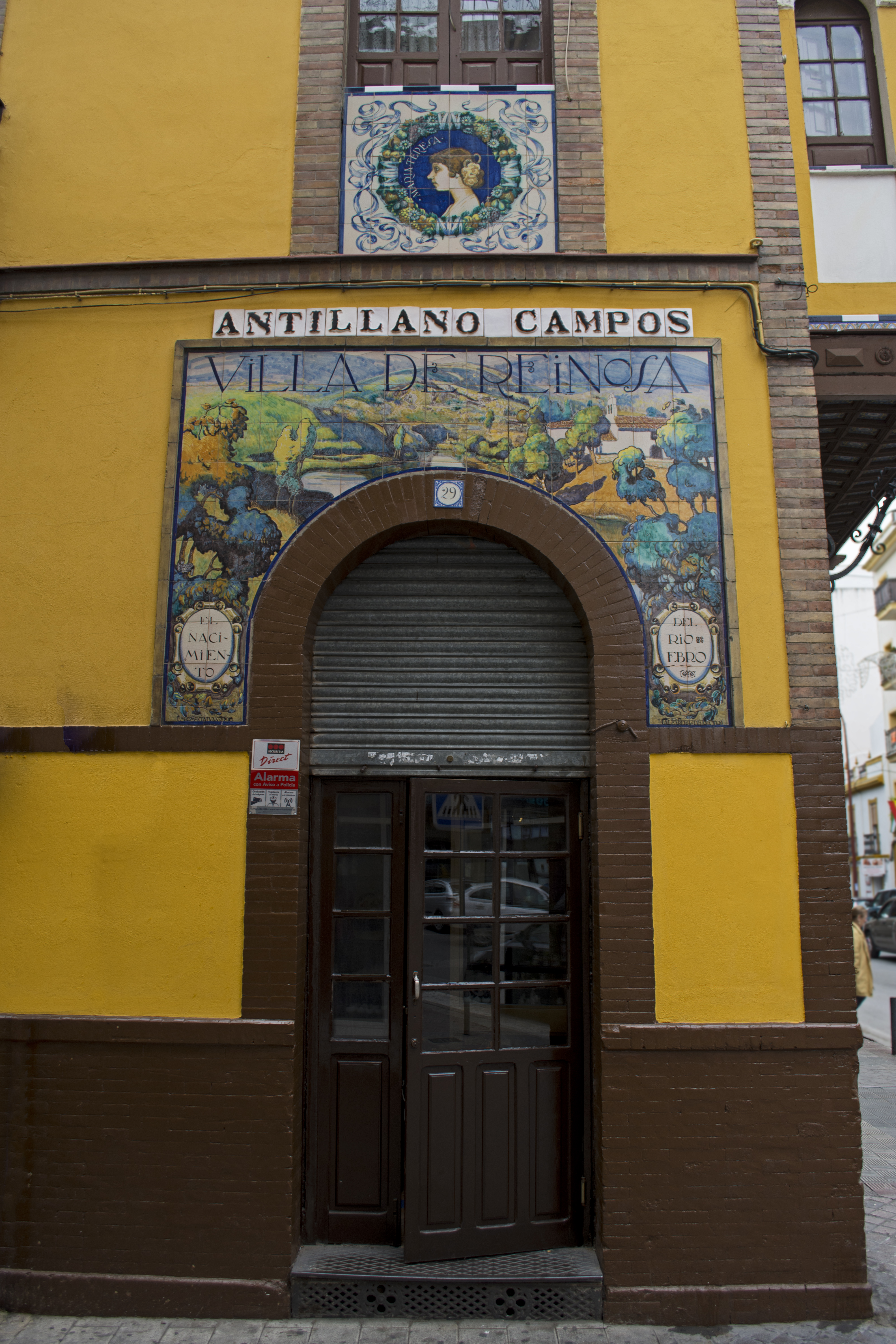
Azulejos publicitario de 1915 de la antigua tienda de comestibles y bebidas "Villa de Reinosa" en Sevilla. Constituye la primera obra de ornamentación cerámica del pintor Gustavo Bacarisas, realizada para Cerámicas Montalván.

A partir de la década de 1910 se extiende en España la costumbre de hacer anuncios con murales de azulejos. Como ejemplo pueden citarse: los anuncios de vino y brandy jerezanos; el realizado por Ramón Casas para Anís del Mono, que puede verse en la taberna El Rinconcillo de Sevilla; y los de Nitrato de Chile. Como ejemplo local puede citarse el anuncio de Studebaker de la calle Tetuán de Sevilla, de 1924. La Real Venta de Antequera, un establecimiento a las afueras de Sevilla, alberga una gran colección de azulejos de publicidad.